# 정동로
정동로(Jeongdong-ro)는 경상남도 창원시 성산구 웅남동 남지교차로 에서 성산구 사파동 가음정사거리 를 잇는 도로다.

## 주요 경유지
경상남도
- 창원시 성산구 (웅남동 . 사파동)

## 노선
| 이름            | 접속 노선                      | 소재지 | 소재지 | 비고 |
| --------------- | ------------------------------ | ------ | ------ | ---- |
| 남지 교차로     | 지방도 제1030호선 (남해안대로) | 창원시 | 성산구 |      |
| 남지사거리      | 공단로                         | 창원시 | 성산구 |      |
| 야촌사거리      | 웅남로                         | 창원시 | 성산구 |      |
| 야촌교          |                                | 창원시 | 성산구 |      |
| 가음정사거리    | 창원대로                       | 창원시 | 성산구 |      |
| 원이대로와 직결 |                                |        |        |      |